# Anita Lizana
Anita Lizana de Ellis, čilenska tenisačica, * 19. november 1915, Santiago de Chile, † 21. avgust 1994, Ferndown, Dorset, Anglija.
Največji uspeh v karieri je dosegla z zmago v posamični konkurenci na turnirju za Nacionalno prvenstvo ZDA leta 1937, ko je v finalu premagala Jadwigo Jędrzejowsko. Na turnirjih za Prvenstvo Anglije se je najdlje uvrstila v četrtfinale v letih 1936 in 1937, na turnirjih za Amatersko prvenstvo Francije pa v tretji krog leta 1935.

## Finali Grand Slamov

### Posamično (1)

#### Zmage (1)
| Leto | Turnir                   | Nasprotnica v finalu | Rezultat finala |
| 1937 | Nacionalno prvenstvo ZDA | Jadwiga Jędrzejowska | 6–4, 6–2        |